# Балашов, Игорь Александрович
Игорь Александрович Балашо́в (Балашёв, Балашев) (29 октября 1985, Киев) — украинский зоолог и эколог, специалист по наземным моллюскам и охране природы, кандидат биологических наук (2011), старший научный сотрудник Института зоологии НАН Украины. Автор более 80 научных работ, в том числе 3 монографий, одна из них в серии «Фауна Украины» (2016). Значительная часть статей опубликована в рейтинговых международных журналах, в том числе таких как «Zoological Journal of the Linnean Society», «Journal of Paleontology», «Cretaceous Research», «Zootaxa» и др. Описал 9 новых для науки современных и ископаемых видов наземных моллюсков из разных частей мира.
С 2017 года входит в Группу специалистов по моллюскам Комиссии по выживанию видов Междунарождного союза охраны природы (IUCN) (единственный представитель Украины).
Внук украинских ученых Л. С. Балашова и В. С. Петренко.

## Биография
В 2007 году окончил кафедру зоологии биологического факультета Киевского национального университета имени Тараса Шевченко. Все годы учёбы входил в состав дружины охраны природы Киевского университета. Курсовые и дипломная работы были посвящены изучению наземных моллюсков лесостепного Приднепровья и выполнялись под руководством Д. В. Лукашова. После окончания учёбы в течение 2007—2008 работал рабочим по уходу за особо опасными животными секции герпетологии Киевского зоопарка. Одновременно с этим, в конце 2007 года, поступил в аспирантуру в Институт зоологии имени И. И. Шмальгаузена НАН Украины, по завершении которой остался работать в этом учреждении. Кандидатскую диссертацию защитил в 2011 году по теме «Наземные моллюски лесостепи Украины» (научный руководитель И. В. Довгаль).

## Тематика исследований
Одним из первых и основных направлений исследований И. Балашова является изучение закономерностей распространения и пространственного распределения наземных моллюсков Восточной Европы и вопросы их охраны, в том числе были впервые детально описаны видовой состав и биотопическая приуроченность наземных моллюсков многих территорий Украины, в первую очередь в лесостепном Приднепровье, на Подолье и Харьковщине, также некоторых частей Полесья и Донбасса. Большое внимание уделялось изучению наземных моллюсков Крымских гор, особенно эндемиков, в том числе описан новый для науки эндемичный вид и впервые детально описано биотопическое распределение наземных моллюсков региона.
С начальных этапов исследований значительное внимание уделяет изучению инвазивных видов наземных моллюсков и расширение их ареалов в Восточной Европе.
В двух монографиях 2016 года обобщены и дополнены существующие данные о наземных моллюсках Украины, составлен их определитель и проведена оценка природоохранного статуса для каждого вида.
Значительная часть работ посвящена таксономии, систематике и номенклатуре как современных, так и ископаемых наземных моллюсков из разных частей мира. В том числе описаны 9 новых видов, 2 подвида и 3 рода и 3 подрода, два вида установлены в ранг видов, в то же время 10 форм, считавшихся видами, установлены как внутривидовые формы других известных видов, их названия сведены в синонимы. Опубликованы 5 статей относительно решений номенклатурных проблем с названиями конкретных видов моллюсков в «The Bulletin of Zoological Nomenclature», официальном журнале Международной комиссии по зоологической номенклатуре.
Как член экспертной групы МСОП в частности принимал участие в создании Европейского красного списка наземных моллюсков 2019 года.
С 2020 года опубликовал серию работ об ископаемых моллюсках из янтарей — бирманского, хкамтийского (меловой период) и балтийского (эоцен).
Принимал участие в создании нескольких заповедных территорий, в том числе ландшафтного заказника Нагольный кряж (Луганская область).

## Некоторые научные публикации

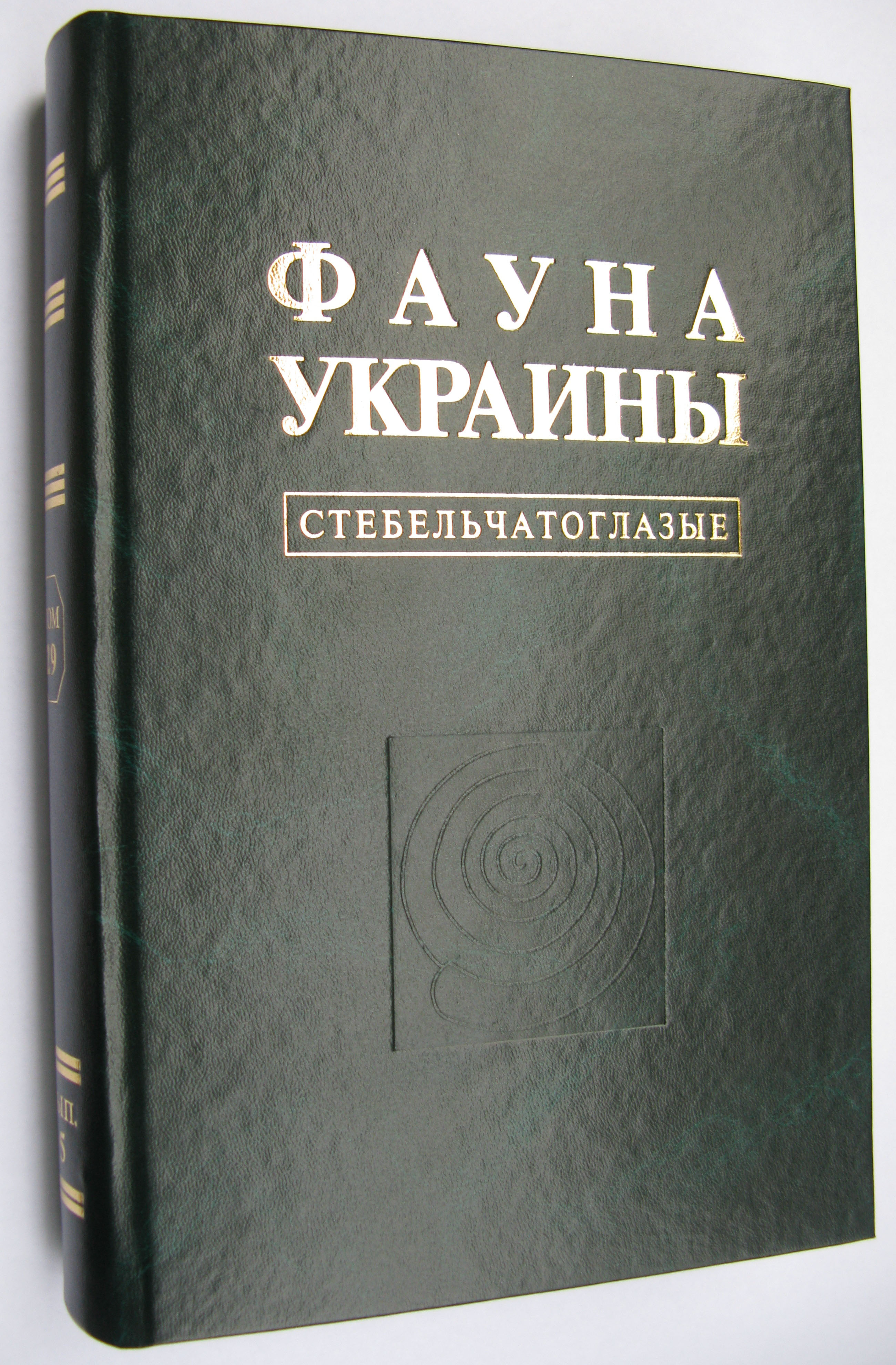
Монография в серии «Фауна Украины» (2016)

Монографии
- Балашов І. О., Лукашов Д. В.[укр.], Сверлова Н. В. Наземні молюски Середнього Придніпров’я. — Київ: Фітосоціоцентр, 2007. — 132 с.
- Балашов И. Охрана наземных моллюсков Украины. — Киев: Институт зоологии НАН Украины, 2016. — 272 с.
- Балашов И. А. Фауна Украины. Том 29. Моллюски. Вып. 5. Стебельчатоглазые (Stylommatophora). — Киев: Наукова думка, 2016. — 592 с.

Статьи
- Balashov I., Gural-Sverlova N. An annotated checklist of the terrestrial molluscs of Ukraine // Journal of Conchology[англ.]. — 2012. — 41 (1). — P. 91—109.
- Balashov I. Taurinellushka babugana gen. nov., sp. nov. (Stylommatophora: Pristilomatinae) from the Crimean Mountains (Ukraine) and revision of Crimean Mediterranea (Oxychilinae) // Journal of Conchology[англ.]. — 2014. — 41 (5). — P. 575—584.
- Balashov I., Kramarenko S.[укр.], Shyriaieva D., Vasyliuk O.[укр.] Invasion of a Crimean land snail Brephulopsis cylindrica into protected relict steppic hilltops (tovtrs) in Western Ukraine: a threat to native biodiversity? // Journal of Conchology[англ.]. — 2018. — 43 (1). — P. 59—69.
- Korábek O., Juřičková L., Balashov I., Petrusek A. The contribution of ancient and modern anthropogenic introductions to the colonization of Europe by the land snail Helix lucorum Linnaeus, 1758 (Helicidae) // Contributions to Zoology[англ.]. — 2018. — 87 (2). — P. 61—74.
- Balashov I.A., Neiber M.T., Hausdorf B. Phylogeny, species delimitation and population structure of the steppe inhabiting land snail genus Helicopsis (Gastropoda: Geomitridae) in Eastern Europe // Zoological Journal of the Linnean Society[англ.]. — 2020 (2021). — P. 1—18.
- Balashov I. An inventory of molluscs recorded from mid-Cretaceous Burmese amber, with the description of a land snail, Euthema annae sp. nov. (Caenogastropoda, Cyclophoroidea, Diplommatinidae) // Cretaceous Research. — 2020 (2021). — 104676.
- Balashov I. The first records of mollusks from mid-Cretaceous Hkamti amber (Myanmar), with the description of a land snail, Euthema myanmarica n. sp. (Caenogastropoda, Cyclophoroidea, Diplommatinidae) // Journal of Paleontology[англ.]. — 2021. — P. 1—10.

## Новые таксоны
Виды

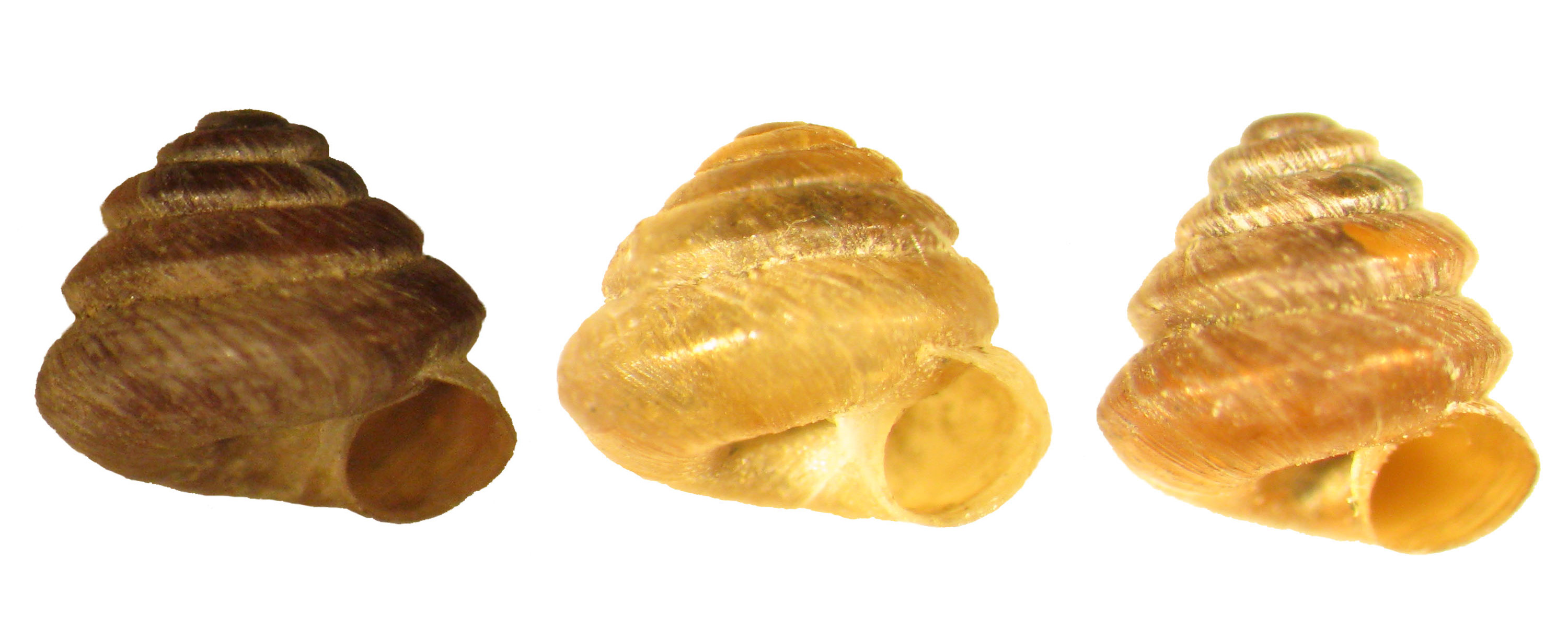
Типовые экземпляры Pyramidula kuznetsovi Schileyko & Balashov, 2012, Гималаи

- Pyramidula kuznetsovi[англ.] Schileyko & Balashov, 2012 — Гималаи, Непал[26]
- Taurinellushka babugana[англ.] Balashov, 2014 — центральная часть Крымских гор[19]
- Boucardicus monchenkoi[англ.] Balashov & Griffiths, 2015 — Мадагаскар, вид назван в честь академика В. И. Монченко, собравшего первый известный экземпляр в 1991 году[27]
- Boucardicus ambindaensis[англ.] Balashov & Griffiths, 2015 — Мадагаскар[27]
- Balticopta gusakovi[англ.] Balashov & Perkovsky, 2020 — ископаемый вид из балтийского янтаря (эоцен)[29]
- Euthema truncatellina[англ.] Balashov, Perkovsky & Vasilenko, 2020 — ископаемый вид из бирманского янтаря (меловой период)[28]
- Euthema annae[англ.] Balashov, 2020 — ископаемый вид из бирманского янтаря (меловой период)[30]
- Euthema myanmarica[англ.] Balashov, 2021 — ископаемый вид из хкамтийского янтаря (меловой период)[31]
- Burminella artiukhini Balashov, Perkovsky & Vasilenko, 2021 — ископаемый вид из бирманского янтаря (меловой период)[32]

Подвиды
- Elia novorossica nagolnica Balashov, 2013 — эндемичный подвид бассейна реки Нагольная (юг Луганской области, Донецкий кряж)[14]
- Pupilla pratensis eskikermenica Balashov, 2016 — эндемичный крымский подвид, описанный с заболоченного участка возле руин города Эски-Кермен[20]

Надвидовые
- Taurinellushka[англ.] Balashov, 2014 — крымский эндемичный род подсемейства Pristilomatinae[англ.][19]
- Glacivertigo Balashov, 2016 — подрод рода Vertigo[20]
- Politenella Balashov, 2016 — подрод рода Aegopinella[англ.][20]
- Tauroxychilus Balashov, 2016 — подрод рода Oxychilus[англ.][20]
- Balticopta[англ.] Balashov & Perkovsky, 2020 — ископаемый род семейства Gastrocoptidae[англ.][29]
- Burminella Balashov, Perkovsky & Vasilenko, 2021 — ископаемый род семейства Pupinidae[англ.][32]

Установлены в ранг видов
- Pyramidula przevalskii[англ.] Lindholm, 1922 — северо-западный Китай[33]
- Helicopsis lunulata[англ.] (Krynicki, 1833) — степи Восточной Европы[34]

## Отличия
- 2010—2012 — Стипендия НАН Украины для молодых ученых.
- 2012—2014 — Стипендия Президента Украины для молодых ученых.
- 2013 — Премия НАН Украины для молодых ученых за серию работ «Наземные моллюски Украины: распространение, состояние популяций, охрана».
- 2015 — Персональный грант от Rufford Foundation[англ.], проект «Conservation of terrestrial molluscs in Ukraine».
- 2016 — Второй персональный грант от Rufford Foundation[англ.], проект «Conservation of terrestrial molluscs in Ukrainian dry grasslands».
- 2017 (сентябрь-декабрь) — Стипендия DAAD, научный визит в Зоологический музей[нем.] Гамбургского университета.
- 2017—2018 — Грант от НАН Украины, выиграл конкурс научно-исследовательских работ молодых ученых, тема «Наземные моллюски Красной книги Украины»[43].
- 2020 — Премия НАН Украины им. И.И. Шмальгаузена[укр.], за серию работ «Карабоидные жуки и наземные моллюски Украины и прилежащих территорий, их биоценотическое и практическое значение» (вместе с А. В. Пучковым[укр.])[44][45][46].

## Экспертная и природоохранная деятельность
- 2002—2007 — Член студенческой дружины охраны природы[укр.] Киевского университета.
- 2013—2020 — Член Научно-технического совета Полесского природного заповедника.
- 2017—… — Член Группы специалистов по моллюскам Комиссии по выживанию видов Междунарождного союза охраны природы (IUCN) (единственный представитель Украины).[47][48][49][50][51]
- 2018—… — Эксперт Ukrainian Nature Conservation Group[укр.].[52]